# العلاقات الإسرائيلية الكورية الشمالية
العلاقات الكورية الشمالية الإسرائيلية (بالكورية: 이스라엘-조선민주주의인민공화국 관계)‏ هي علاقات عدائية للغاية، ولم تعترف كوريا الشمالية مطلقًا بدولة إسرائيل، وتدينها بوصفها «تابع إمبريالي». ومنذ عام 1988 تعترف بسيادة دولة فلسطين على كل إسرائيل، باستثناء مرتفعات الجولان، التي تعترف بأنها جزء من سوريا. فيما تعتبر إسرائيل حكومة كوريا الشمالية وبرنامجها الصاروخي النووي تهديدًا للسلام العالمي، وقد دعت إسرائيل المجتمع الدولي إلى التحرك تجاه الأمر. وبالمقابل، هددت وهاجمت وسائل الإعلام الحكومية في كوريا الشمالية دولة إسرائيل عدة مرات.

## التاريخ
أرسلت كوريا الشمالية 20 طيارًا و19 من الأفراد غير القتاليين إلى مصر خلال حرب أكتوبر. وخاضت الوحدة أربعة إلى ستة مواجهات مع الإسرائيليين من أغسطس حتى نهاية الحرب. ووفقًا لما ذكره شلومو ألوني، شهد الاشتباك الجوي الأخير على الجبهة المصرية، الذي جرى في 6 ديسمبر، اشتباك طائرات إسرائيلية من طراز إف-4 مع طائرات ميغ-21 يقودها كوريين شماليين. وأسقط الإسرائيليون واحدة من طراز ميغ، وأسقطت طائرة أخرى بنيران صديقة من الدفاعات الجوية المصرية.
على مر السنين، زودت كوريا الشمالية تكنولوجيا الصواريخ إلى جيران إسرائيل، بما في ذلك إيران، سوريا، ليبيا، و‌مصر. سوريا، التي لديها تاريخ من المواجهات مع إسرائيل، تحافظ منذ فترة طويلة على علاقة مع كوريا الشمالية على أساس التعاون بين برامجهم النووية الخاصة لكل منها. في 6 سبتمبر 2007، قامت القوات الجوية الإسرائيلية بضربة جوية «عملية البستان» على هدف في منطقة دير الزور في سوريا. ووفقًا لتقارير إعلامية، فإن 10 من الكوريين الشماليين الذين «كانوا يساعدون في بناء مفاعل نووي في سوريا» قتلوا خلال الضربة الجوية.
عندما فتحت كوريا الشمالية بابها للسياح الغربيين في عام 1986 استبعدت مواطني إسرائيل إلى جانب مواطني اليابان، الولايات المتحدة، و‌فرنسا. وعاني اليهود من بلدان أخرى من مشاكل في دخول كوريا الشمالية. وقد دعت إسرائيل إلى اتخاذ إجراء عالمي ضد برنامج كوريا الشمالية للأسلحة النووية. فقد قيل أن كوريا الشمالية سعت إلى نمذجة برنامجها للأسلحة النووية على ذلك الخاص بإسرائيل، باعتباره «رادعًا للدولة الصغيره لبلد محاط بأعداء أقوياء؛ لعرض ما يكفي من النشاط لجعل امتلاك جهاز نووي معقول للعالم الخارجي، ولكن مع عدم الإعلان عن امتلاكه: باختصار، ليبدو أن تسليح نفسها بورقة رابحة في نهاية المطاف، وإبقاء الجميع يخمن ما إذا كانت ومتى يمكن أن تصبح الأسلحة متاحة.»
في مايو 2010، وصف وزير الخارجية الإسرائيلي أفيغدور ليبرمان كوريا الشمالية بأنها جزء من «محور الشر»؛ وقال:

«هذا محور شر الذي يضم كوريا الشمالية، سوريا وإيران، هو أكبر تهديد للعالم بأسره».

زعمت تقارير أن كوريا الشمالية تفاوضت بشأن صفقات الأسلحة مع حماس خلال عام 2014، وذلك على خلفية تصاعد الصراع بين إسرائيل وغزة. بيد أن وكالة الأنباء المركزية الكورية نفت الخبر بعد مضي بضعة أيام.

## وصلات خارجية
- Potential Threats To Israel: North Korea, Jewish Virtual Library